# گلیجه سفلی
گلیجه سفلی، روستایی از توابع بخش مرکزی شهرستان زنجان در استان زنجان ایران است.که از نوع روستاهای پلکانی است و دارای طبیعتی زیبا و دیدنی است، هوا دراین روستا نسبت به زنجان سرد است.

## جمعیت
این روستا در اطراف دهستان تهم  (زنجان)| قرار دارد و براساس سرشماری مرکز آمار ایران در سال ۱۳۸۵، جمعیت آن ۲۸۰ نفر (۵۷خانوار) بوده‌است.